# 弗農 (密西西比州麥迪遜縣)
弗農（英語：Vernon）是位於美國密西西比州麥迪遜縣的非建制地區。

## 歷史
弗農的郵局於1828年設立，其後於1875年停運。

## 地理
弗農所處的海拔為高於海平面58米（即190英呎），而該地所採用的時區為UTC-6，即北美中部時區（CST）。同時該地設有夏令時間，為UTC-6調快一小時，即UTC-5（CDT）。